# Mackova Lhota
Mackova Lhota (německy Mosetstift) je samota a zaniklá obec, součást obce Ktiš v okrese Prachatice. Nachází se v Šumavském podhůří, v katastrálním území Ktiš, jeden kilometr severovýchodně od Tisovky a 1,5 kilometru jihozápadně od Ktiše.
V 19. století byla česky označována jako Mačková Lhota. Byla součástí obce Ktiš jako její osada, tento status ale v 50. letech 20. století ztratila.
Současnou Mackovu Lhotu tvoří tři domy, z nichž nejvýchodnější a nejníže položené stavení spadá do evidenční části obce Ktiš (čp. 5), zatímco zbylé dvě stavby jsou součástí evidenční části obce Ktiš-Pila (čp. 2 a 3).